# 瓜尔达瓦莱
瓜尔达瓦莱（義大利語：Guardavalle），是意大利卡坦扎罗省的一个市镇。总面积60.4平方公里，人口4940人，人口密度81.8人/平方公里（2009年）。ISTAT代码为079061。